# Sjätte koalitionskriget
Sjätte koalitionskriget var ett av de koalitionskrig under Napoleonkrigen vilka utkämpades mellan 1803 och 1815. Efter Napoleons fälttåg i Ryssland, som slutade i ett katastrofalt nederlag för den franska armén, bildade Storbritannien, Ryssland, Sverige, Preussen och Österrike 1813 en koalition och inledde ett befrielsekrig mot Napoleon.
Napoleons stora nederlag i slaget vid Leipzig i oktober 1813 ledde till att hans tyska allierade stater bytte sida. De franska styrkorna inriktade sig på att försvara Frankrike men koalitionen intog Paris i mars 1814 och tvingade Napoleon att abdikera. Han blev därefter förvisad till ön Elba i Medelhavet.
Kriget avslutades för Sveriges del med freden i Kiel 1814, där Danmark, som deltagit i kriget på fransk sida, avträdde Norge till Sverige. Som kompensation avträdde Sverige Svenska Pommern till Danmark. Frankrike och Sverige ingick Parisfreden (1814) där Frankrike erkände Norges förening med Sverige och där Sverige avträdde sin koloni Guadeloupe till Frankrike mot en lösensumma på 24 miljoner franc.